# Tom Foley

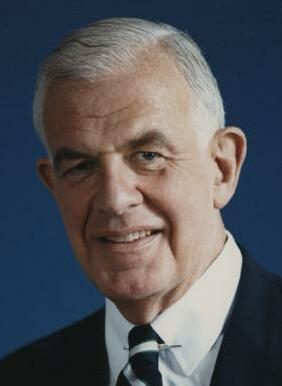
Tom Foley

Thomas Stephen „Tom“ Foley (* 6. März 1929 in Spokane, Washington; † 18. Oktober 2013 in Washington, D.C.) war ein US-amerikanischer Politiker der Demokratischen Partei. Er vertrat den 5. Kongresswahlbezirk seines Bundesstaates von 1965 bis 1995 im Repräsentantenhaus der Vereinigten Staaten. Von 1989 bis 1995 war er zudem Sprecher des Repräsentantenhauses.

## Ausbildung und Beruf
Foley besuchte die Gonzaga High School in Spokane und machte dort 1946 seinen Abschluss. Danach studierte er an der University of Washington in Seattle, wo er 1951 den Bachelor of Arts sowie 1957 den Juris Doctor an der Law School der Universität erhielt. Nach seinem Studium begann Foley als Anwalt zu praktizieren. 1958 erfolgte seine Ernennung zum stellvertretenden Staatsanwalt im Spokane County. Des Weiteren war er von 1958 bis 1959 Professor an der School of Law der Gonzaga University. 1960 erfolgte seinen Ernennung zum assistant Attorney General des Bundesstaates Washington.

## Politische Laufbahn
Bei der Wahl 1964 wurde er für die Demokraten in den 89. Kongress gewählt. Insgesamt vierzehnmal wiedergewählt, vertrat er den 5. Kongresswahlbezirk seines Heimatbundesstaats vom 3. Januar 1965 bis zum 3. Januar 1995 im Repräsentantenhaus der Vereinigten Staaten. Während dieser Zeit fungierte er unter anderem als Vorsitzender des Committee on Agriculture und war später vom 6. Juni 1989 bis zum 3. Januar 1995 Sprecher des Repräsentantenhauses der Vereinigten Staaten, nachdem er davor bereits seit 1987 Fraktionschef der demokratischen Fraktion (House Majority Leader) und somit die Nummer 2 der Demokraten nach Jim Wright war. In beiden Ämtern war er Wrights Nachfolger. 1994 verpasste er die Wiederwahl in den Kongress, womit er der erste nicht wiedergewählte amtierende Sprecher des Kongresses seit 1860 wurde.
1997 wurde er von Präsident Bill Clinton zum Botschafter der Vereinigten Staaten in Japan ernannt und blieb dies unter dessen Nachfolger George W. Bush bis April 2001. Sein Nachfolger wurde Howard Baker.

## Ehrungen
- Großes Bundesverdienstkreuz (4. Juni 1985)[1]
- Knight Commander des Order of the British Empire durch Elisabeth II. (1995)